# Micronema
Micronema — рід риб з родини Сомові ряду сомоподібних. Має 3 види.

## Опис
Загальна довжина представників цього роду коливається від 17 до 24 см. Голова помірного розміру. Очі невеличкі. Вусики не дуже довгі. Тулуб витягнутий. Спинний плавець слабко виражений або зовсім відсутній. Хвостовий плавець слабко роздвоєно.

## Спосіб життя
Живуть у водоймах: середніх річках, каналах, озерах і ставках. У сезон дощів запливають в затоплювані ділянки лісу. Є пелагічними рибами. Живляться водними безхребетними.

## Розповсюдження
Поширені від Таїланду до Індонезії, зокрема зустрічаються на острові Калімантан.

## Види
- Micronema hexapterus  (Bleeker, 1851)
- Micronema moorei  (Smith, 1945)
- Micronema platypogon  (Ng, 2004)